# قائمة أكبر الشركات في السعودية
تسرد هذه المقالة أكبر الشركات في المملكة العربية السعودية من حيث إيراداتها وصافي ربحها ومجموع أصولها وفقًا لمجلتي الأعمال الأمريكية مجلة فوربس ومجلة فورتشن .

## قائمةفورتشنلسنة 2019
تستعرض هذه القائمة جميع الشركات السعودية المتضمنة في قائمة فورتشن جلوبال 500 والتي تصنف أكبر الشركات في العالم من حيث الإيرادات السنوية. الجدول أدناه يرد الأرقام بملايين الدولارات الأمريكية وهي للسنة المالية 2018.  الجدول مُدرج به أيضاً المقر الرئيسي للشركة، صافي الربح، عدد الموظفين الإجمالي وقطاع كل شركة.
| المرتبة | ترتيب فورتشن 500 | الاسم                      | الصناعة       | الإيرادات (بمليارات الدولارات الأمريكية) | الأرباح (بمليارات الدولارات الأمريكية) | الموظفين | مقر          |
| ------- | ---------------- | -------------------------- | ------------- | ---------------------------------------- | -------------------------------------- | -------- | ------------ |
| 1       | 6                | أرامكو السعودية            | النفط والغاز  | 355905                                   | 110974                                 | 76418    | الظهران      |
| 2       | 252              | السعودية للصناعات الأساسية | مواد كيميائية | 45096                                    | 5738                                   | 33000    | مدينة الرياض |

## قائمةفوربسلسنة 2019
تستند هذه القائمة على منشور فوربس 2000 العالمي الذي صنف 2,000 من أكبر الشركات في العالم التي طرحت للتداول العام. تأخذ قائمة فوربس في الاعتبار العديد من العوامل، بما فيها: الإيرادات وصافي الربح وإجمالي الأصول والقيمة السوقية لكل شركة؛ يُعطى كل عامل مرتبة مرجحة من حيث الأهمية عند النظر في الترتيب العام. يسرد الجدول أدناه أيضًا المقر الرئيس للشركة وقطاع الصناعة. هذه الأرقام بمليارات الدولارات الأمريكية وهي لعام 2018. جميع الشركات العشرين من أثيوبيا مدرجة. 
| الترتيب | ترتيب فوربس 2000 | الاسم                             | المركز الرئيس | الإيرادات (بمليارات الدولارات الأمريكية) | الأرباح (بمليارات الدولارات الأمريكية) | الممتلكات (بمليارات الدولارات الأمريكية) | القيمة (بمليارات الدولارات الأمريكية) | قطاع الصناعة   |
| ------- | ---------------- | --------------------------------- | ------------- | ---------------------------------------- | -------------------------------------- | ---------------------------------------- | ------------------------------------- | -------------- |
| 1       | 122              | الشركة السعودية للصناعات الأساسية | الرياض        | 45.1                                     | 5.7                                    | 85.3                                     | 100.0                                 | الكيماويات     |
| 2       | 364              | شركة الاتصالات السعودية           | الرياض        | 13.9                                     | 2.9                                    | 29.9                                     | 59.7                                  | الاتصالات      |
| 3       | 420              | البنك الأهلي التجاري              | جدة           | 6.3                                      | 2.8                                    | 120.9                                    | 47.3                                  | البنوك         |
| 4       | 519              | مصرف الراجحي                      | الرياض        | 4.8                                      | 2.7                                    | 97.3                                     | 49.7                                  | البنوك         |
| 5       | 578              | الشركة السعودية للكهرباء          | الرياض        | 17.1                                     | 0.5                                    | 123.8                                    | 18.3                                  | الخدمات العامة |
| 6       | 712              | مجموعة سامبا المالية              | الرياض        | 2.5                                      | 1.5                                    | 61.3                                     | 20.7                                  | الاستثمار      |
| 7       | 728              | بنك الرياض                        | الرياض        | 2.8                                      | 1.3                                    | 61.3                                     | 21.5                                  | البنوك         |
| 8       | 804              | بنك ساب                           | الرياض        | 2.3                                      | 1.3                                    | 46.5                                     | 15.8                                  | البنوك         |
| 9       | 904              | البنك السعودي الفرنسي             | الرياض        | 2.3                                      | 0.9                                    | 50.7                                     | 13.1                                  | البنوك         |
| 10      | 1003             | البنك العربي الوطني               | الرياض        | 2.2                                      | 0.9                                    | 47.5                                     | 10.0                                  | البنوك         |
| 11      | 1118             | مصرف الإنماء                      | الرياض        | 1.6                                      | 0.7                                    | 32.3                                     | 10.6                                  | البنوك         |
| 12      | 1147             | شركة التعدين العربية السعودية     | الرياض        | 3.8                                      | 0.5                                    | 26.1                                     | 18.0                                  | التعدين        |
| 13      | 1563             | شركة المراعي                      | الرياض        | 3.7                                      | 0.5                                    | 8.7                                      | 15.4                                  | معالجة الأطعمة |
| 14      | 1643             | بترو رابغ                         | رابغ          | 10.9                                     | 0.2                                    | 17.1                                     | 4.8                                   | الكيمياويات    |
| 15      | 1869             | شركة سابك للمغذيات الزراعية       | الجبيل        | 1.0                                      | 0.5                                    | 2.5                                      | 11.3                                  | الكيمياويات    |